# Parasewellia tetralobata
Parasewellia tetralobata är en fiskart som beskrevs av Nguyen 2005. Parasewellia tetralobata ingår i släktet Parasewellia och familjen grönlingsfiskar. Inga underarter finns listade i Catalogue of Life.